# Charltona tritonella
Charltona tritonella là một loài bướm đêm trong họ Crambidae.